# نملاوية طولى
نملاوية طولى (الاسم العلمي:Myrmecodia longissima) هي نوع من النباتات يتبع جنس النملاوية من الفصيلة الفوية.